# Batrachosaurus
Batrachosaurus jaegeri
Genre
Espèce
Batrachosaurus est un genre fossile d'amphibiens brachyopoïdes préhistoriques qui vivait en Allemagne pendant le Trias moyen (Ladinien). L'espèce type est Batrachosaurus jaegeri. En 2022, et selon Paleobiology Database, Batrachosaurus est un objectif synonyme de Mastodonsaurus et Batrachosaurus jaegeri est un subjectif synonyme de Mastodonsaurus giganteus.

## Présentation
Le genre a été nommé par Joseph Fitzinger en 1837 et l'espèce type, B. jaegeri, a été nommée trois ans plus tard en 1840. Il s'agissait peut-être du même animal que le Mastodonsaurus,.